# Rodrigo Ramos
Rodrigo Ramos Massensini, mais conhecido como Rodrigo Ramos (Minaçu, 19 de setembro de 1979), é um ex-futebolista brasileiro que atuava como goleiro. 

## Carreira
É ídolo do Imperatriz, tendo conseguindo um título histórico para o clube, o Campeonato Maranhense de 2005, o primeiro do time imperatrizense.
No Sampaio Corrêa também  fez história, sendo um dos jogadores que mais vestiu a camisa tricolor nos últimos anos, com mais de 100 partidas disputadas.

## Títulos
Palmas
- Campeonato Tocantinense: 2000, 2001

Tocantinópolis
- Campeonato Tocantinense: 2002

Imperatriz
- Campeonato Maranhense: 2005

Sampaio Corrêa
- Campeonato Brasileiro - Série D: 2012
- Campeonato Maranhense: 2010, 2011, 2012, 2014
- Copa União do Maranhão: 2011, 2012
- Copa São Luís: 2013

Moto Club
- Campeonato Maranhense: 2016, 2018

## Prêmios individuais
- Melhor goleiro do Campeonato Maranhense: 2006, 2012, 2013 e 2014